# Симфітогнатові
Симфітогнатові (Symphytognathidae) — родина аранеоморфних павуків. Містить 73 види у 8 родах.

## Поширення
Родина поширена в Центральній та Південній Америці, тропічній Африці, Португалії, Південній та Південно-Східній Азії, Японії, Новій Гвінеї, Австралії та Океанії.

## Опис
Симфітогнатові — чотириокі павуки, як правило, невеликих розмірів. Patu digua вважається найменшим у світі видом павуків з розміром тіла 0,37 мм.

## Роди
- Anapistula Gertsch, 1941
- Anapogonia Simon, 1905
- Crassignatha Wunderlich, 1995
- Curimagua Forster & Platnick, 1977
- Globignatha Balogh & Loksa, 1968
- Iardinis Simon, 1899
- Patu Marples, 1951
- Symphytognatha Hickman, 1931